# Clara Mărgineanu
Clara Mărgineanu (n. 4 iulie 1972, București, România – d. 26 aprilie 2020, București, România) a fost o jurnalistă, realizatoare de filme documentare și emisiuni culturale și scriitoare română.

## Biografie
A absolvit Facultatea de Film din cadrul Universității Naționale de Artă Teatrală și Cinematografică ,,I.L.Caragiale” (UNATC) din București, cu lucrarea de licență Fascinația culturii în audiovizual. A debutat literar în revista Luceafărul, în 1991, iar primul ei volum de poezie, intitulat Actul Întâi sau Cupa cu Iluzii, a fost publicat în 1995. A fost membră a Uniunii Scriitorilor (din 2001), a Uniunii Cineaștilor (din 2009) și a Uniunii Autorilor și Realizatorilor de Film din România.
A lucrat ca redactor pentru Societatea Română de Televiziune (SRTV) din 1995 până în 2013, an în care a fost disponibilizată în urma restructurărilor din cadrul instituției. Aici a realizat emisiuni culturale pentru posturile TVR Cultural și TVR 3, precum și alte reportaje, portrete, documentare și interviuri pentru canalele deținute de SRTV. Mărgineanu a fost și o promotoare a muzicii folk din România, contribuind cu versuri pentru mai mulți interpreți autohtoni.

## Decesul
În martie 2020, Mărgineanu era internată la Spitalul Clinic Colțea din București din cauza unei boli; aceasta făcea apel la donatorii de sânge. A decedat pe 26 aprilie 2020, la vârsta de 47 de ani.

## Lucări publicate
Sursa:
- Actul Întâi sau Cupa cu Iluzii (Editura Colosseum, 1995)
- Sărmanele Duminici (Editura Semne)
- Prizonierul libertății (Editura Cartea Românească)
- Fata de asfalt (Asociația Scriitorilor București)
- Femeia albastră (Editura Charmides)
- Povești, semnificații, armonii. Un eșantion din România noastră (Editura Semne, 2012).